# Vrouwenmarathon van Tokio 1981
De Vrouwenmarathon van Tokio 1981 werd gelopen op zondag 15 november 1981. Het was de 3e editie van de Tokyo International Women's Marathon. Aan deze wedstrijd mochten alleen vrouwelijke eliteloopsters deelnemen. De Canadese Linda Staudt kwam als eerste over de streep in 2:34.28.

## Uitslagen
| rang   | naam              | land | tijd    |
| ------ | ----------------- | ---- | ------- |
| Goud   | Linda Staudt      | CAN  | 2:34.28 |
| Zilver | Jane Wipf         | USA  | 2:38.20 |
| Brons  | Kiki Sweigart     | USA  | 2:44.42 |
| 4      | Beverley Shingles | NZL  | 2:44.47 |
| 5      | Nanae Sasaki      | JPN  | 2:45.53 |
| 6      | Mariko Kai        | JPN  | 2:46.11 |
| 7      | Jane Buch         | USA  | 2:46.29 |
| 8      | Chantal Navarro   | FRA  | 2:47.36 |
| 9      | Chie Matsuda      | JPN  | 2:51.47 |
| 10     | Minoru Muramoto   | JPN  | 2:52.11 |
| 11     | Sachiko Ishida    | JPN  | 2:54.38 |
| 12     | Mieko Tajima      | JPN  | 2:55.42 |
| 13     | Eriko Asai        | JPN  | 2:56.49 |
| 20     | Miyo Ishigami     | JPN  | 2:59.28 |

Tokyo International Marathon (alleen mannen)

1981 · 1982 · 1983 · 1984 · 1985 · 1986 · 1987 · 1988 · 1989 · 1990 · 1991 · 1992 · 1993 · 1994 · 1995 · 1996 · 1997 · 1998 · 1999 · 2000 · 2001 · 2002 · 2003 · 2004 · 2005 · 2006

Tokyo International Women's Marathon (alleen vrouwen)

1979 · 1980 · 1981 · 1982 · 1983 · 1984 · 1985 · 1986 · 1987 · 1988 · 1989 · 1990 · 1991 · 1992 · 1993 · 1994 · 1995 · 1996 · 1997 · 1998 · 1999 · 2000 · 2001 · 2002 · 2003 · 2004 · 2005 · 2006 · 2007 · 2008

Tokyo Marathon (beide)

2007 · 2008 · 2009 · 2010 · 2011 · 2012 · 2013 · 2014 · 2015 · 2016 · 2017 · 2018 · 2019 · 2020 · 2021 · 2022 · 2023 · 2024